# Уильямс, Стюарт (футболист)
Стюарт Уильямс (англ. Stuart Williams; 9 июля 1930, Рексем — 5 ноября 2013, Саутгемптон, Юго-Восточная Англия) — валлийский футболист, защитник. По завершении игровой карьеры — футбольный тренер. Как игрок прежде всего известный по выступлениям за клубы «Вест Бромвич Альбион» и «Саутгемптон», а также национальную сборную Уэльса.

## Клубная карьера
Воспитанник футбольной школы клуба «Рексем». Взрослую футбольную карьеру начал в 1949 году в основной команде того же клуба, в которой провёл один сезон, приняв участие лишь в 5 матчах чемпионата.
Впрочем, своей игрой за эту команду привлек внимание представителей тренерского штаба клуба «Вест Бромвич Альбион», к составу которого присоединился в 1950 году. Сыграл за клуб из Уэст-Бромиджа следующие двенадцать сезонов своей игровой карьеры.
В 1962 году перешёл в клуб «Саутгемптон», за который сыграл 4 сезона. Большинство времени, проведённого в составе «Саутгемптона», был основным игроком защиты команды. Завершил профессиональную карьеру футболиста выступлениями за эту команду в 1966 году.

## Выступления за сборную
В 1954 году дебютировал в официальных матчах в составе национальной сборной Уэльса. В течение карьеры в национальной команде, которая длилась 12 лет, провёл в форме главной команды страны 43 матча. В составе сборной был участником чемпионата мира 1958 года в Швеции.

## Карьера тренера
Начал тренерскую карьеру в 1971 году, вернувшись к футболу после небольшого перерыва, войдя в тренерский штаб клуба «Саутгемптон». Последним местом тренерской работы был норвежский клуб «Викинг», команду которого Стюарт Уильямс возглавлял в качестве главного тренера в 1974 году.
Умер 5 ноября 2013 года на 84-м году жизни в городе Саутгемптон.